# 8569 Mameli
8569 Mameli eller 1996 TG är en asteroid i huvudbältet som upptäcktes den 1 oktober 1996 av den italienske astronomen Vincenzo Silvano Casulli vid Colleverde-observatoriet. Den är uppkallad efter den italienska poeten Goffredo Mameli.